# پیتزو کامپو تنسیا
پیتزو کامپو تنسیا (به لاتین: Pizzo Campo Tencia) یک کوه در سوئیس است که در کانتون تیچینو واقع شده‌است. پیتزو کامپو تنسیا ۳٬۰۷۲ متر بالاتر از سطح دریا واقع شده‌است.